# Hoa hậu Hoàn vũ Việt Nam 2015
Hoa hậu Hoàn vũ Việt Nam 2015 là cuộc thi tìm kiếm Hoa hậu Hoàn vũ Việt Nam lần thứ hai được tổ chức vào ngày 3 tháng 10 năm 2015 tại Trung tâm Hội nghị Hoàn Vũ, Thành phố Nha Trang, tỉnh Khánh Hòa. Hoa hậu Hoàn vũ Việt Nam 2008 Nguyễn Thùy Lâm đến từ Thái Bình đã trao lại vương miện cho người kế nhiệm là Phạm Thị Hương đến từ Hải Phòng.

## Ấn bản cuộc thi năm 2014 bị hủy bỏ
Vào cuối năm 2013, Unicorp đã lên kế hoạch và đề án sẽ tổ chức cuộc thi Hoa hậu Hoàn vũ Việt Nam 2014 để tìm kiếm đại diện Việt Nam tại đấu trường Hoa hậu Hoàn vũ 2014. Tỉnh Khánh Hòa đã được xác nhận sẽ là địa điểm đăng cai cuộc thi. Tuy nhiên, theo nghị định của Cục Nghệ thuật Biểu diễn, trong một năm chỉ được phép tổ chức hai cuộc thi sắc đẹp cấp quốc gia. Vì Hoa hậu Việt Nam 2014 và Hoa hậu Đại dương Việt Nam 2014 đã được cấp phép, Unicorp không thể xin giấy phép để có thể tiến hành cuộc thi. Cuối cùng, Ban tổ chức quyết định dời cuộc thi sang năm 2015.
Với việc cuộc thi dời sang năm 2015, Á hậu 2 của cuộc thi Hoa hậu Việt Nam 2014 Nguyễn Lâm Diễm Trang được chọn làm đại diện tại Hoa hậu Hoàn vũ 2014 thay thế nhưng cô đã rút lui vào phút chót do thiếu thời gian chuẩn bị và Việt Nam chính thức không tham gia cuộc thi.

## Kết quả

### Thứ hạng
| Kết quả                                                    | Thí sinh                             | Vị trí Quốc tế                                                                                             |
| ---------------------------------------------------------- | ------------------------------------ | --- |
| Hoa hậu Hoàn vũ Việt Nam 2015 (Miss Universe Vietnam 2015) | - 120 – Phạm Thị Hương               | - Tham dự – Hoa hậu ASEAN 2013 - Á hậu 1 – Hoa hậu Thể thao Thế giới 2014 - Tham dự – Hoa hậu Hoàn vũ 2015 |
| Á hậu 1                                                    | - 312 – Ngô Trà My                   | |
| Á hậu 2 (Miss Universe Vietnam 2016)                       | - 304 – Đặng Thị Lệ Hằng             | - Tham dự – Elite Model Look International 2014 - Tham dự – Hoa hậu Hoàn vũ 2016                           |
| Top 5                                                      | - 337 – Nguyễn Thị Loan              | - Top 25 – Hoa hậu Thế giới 2014 - Top 20 – Hoa hậu Hòa bình Quốc tế 2016 - Tham dự – Hoa hậu Hoàn vũ 2017 |
| Top 5                                                      | - 121 – Ngô Thị Trúc Linh            | - Chiến thắng – Hoa hậu Việt Nam Thế giới 2014                                                             |
| Top 10                                                     | - 721 – Trần Thị Kim Chi             | |
| Top 10                                                     | - 206 – Nguyễn Thị Lệ Nam Em         | - Top 8 – Hoa hậu Trái Đất 2016                                                                            |
| Top 10                                                     | - 317 – Trương Thị Diệu Ngọc         | - Tham dự – Hoa hậu Thế giới 2016                                                                          |
| Top 10                                                     | - 110 – Phạm Thị Ngọc Quý            | |
| Top 10                                                     | - 125 – Nguyễn Trần Khánh Vân        | - Top 21 – Hoa hậu Hoàn vũ 2020                                                                            |
| Top 15                                                     | - 501 – Chế Nguyễn Quỳnh Châu        | |
| Top 15                                                     | - 129 – Đặng Dương Thanh Thanh Huyền | - Top 20 – Hoa hậu Sắc đẹp Quốc tế 2023                                                                    |
| Top 15                                                     | - 139 – Đỗ Mỹ Linh                   | - Top 40 – Hoa hậu Thế giới 2017                                                                           |
| Top 15                                                     | - 137 – Đỗ Trần Khánh Ngân           | - Chiến thắng – Hoa hậu Hoàn cầu 2017                                                                      |
| Top 15                                                     | - 108 – Lê Thị Sang                  | |

### Các giải thưởng phụ
| Giải phụ                      | Thí sinh                      |
| ----------------------------- | ----------------------------- |
| Người đẹp Biển                | - 120 – Phạm Thị Hương        |
| Người đẹp Áo dài              | - 125 – Nguyễn Trần Khánh Vân |
| Người đẹp Ảnh                 | - 137 – Đỗ Trần Khánh Ngân    |
| Người đẹp Thân thiện          | - 104 – Trần Hằng Nga         |
| Người đẹp được yêu thích nhất | - 108 – Lê Thị Sang           |

### Thứ tự gọi tên
| 1. Lê Thị Sang 2. Phạm Thị Ngọc Quý 3. Phạm Thị Hương 4. Ngô Thị Trúc Linh 5. Nguyễn Trần Khánh Vân 6. Đặng Dương Thanh Thanh Huyền 7. Đỗ Trần Khánh Ngân 8. Đỗ Mỹ Linh 9. Nguyễn Thị Lệ Nam Em 10. Đặng Thị Lệ Hằng 11. Ngô Trà My 12. Trương Thị Diệu Ngọc 13. Nguyễn Thị Loan 14. Chế Nguyễn Quỳnh Châu 15. Trần Thị Kim Chi | 1. Phạm Thị Ngọc Quý 2. Ngô Thị Trúc Linh 3. Trương Thị Diệu Ngọc 4. Nguyễn Thị Loan 5. Nguyễn Trần Khánh Vân 6. Nguyễn Thị Lệ Nam Em 7. Đặng Thị Lệ Hằng 8. Ngô Trà My 9. Phạm Thị Hương 10. Trần Thị Kim Chi | 1. Nguyễn Thị Loan 2. Đặng Thị Lệ Hằng 3. Phạm Thị Hương 4. Ngô Trà My 5. Ngô Thị Trúc Linh | 1. Ngô Trà My 2. Đặng Thị Lệ Hằng 3. Phạm Thị Hương |

## Ban Giám khảo
| Họ tên               | Danh hiệu, nghề nghiệp                | Vai trò              | Lĩnh vực             |
| -------------------- | ------------------------------------- | -------------------- | -------------------- |
| Võ Thị Xuân Trang    | Hiệu trưởng trường John Robert Powers | Trưởng ban giám khảo | Xã hội học           |
| Bùi Thị Thanh Mai    | MC, Thạc sĩ, Diễn viên                | Thành viên           | Nghệ thuật biểu diễn |
| Mai Phương Thúy      | Hoa hậu Việt Nam 2006                 | Thành viên           | Nghệ thuật biểu diễn |
| Trần Thị Hương Giang | Hoa hậu Hải Dương 2006                | Thành viên           | Nghệ thuật biểu diễn |
| Lê Sĩ Hoàng          | NTK                                   | Thành viên           | Mỹ thuật học         |
| Nguyễn Quốc Huy      | Nhiếp ảnh gia                         | Thành viên           | Nhiếp ảnh gia        |
| Lê Diệp Linh         | Tiến sĩ – Bác sĩ Nhân trắc học        | Thành viên           | Nhân trắc học        |

## Nhạc nền
- Phần mở đầu: "What Makes You Beautiful" (Dance Rock Extended Remix) của One Direction
- Phần thi trang phục áo dài: "Ô kìa, đời bỗng vui!" của Đàm Vĩnh Hưng (Trình diễn trực tiếp), Nhạc tổng hợp
- Phần thi áo tắm: "Destiny" của Hồ Ngọc Hà (Trình diễn trực tiếp)
- Phần thi trang phục dạ hội: "Đừng yêu" của Thu Minh (Trình diễn trực tiếp)
- Khoảnh khắc đăng quang của Hoa hậu: "Another You" và "This Is What It Feels Like" của Armin van Buuren và Trevor Guthrie

## Thí sinh tham gia

### Top 70 thí sinh bán kết
Ban đầu có 70 thí sinh vượt qua vòng sơ khảo nhưng chỉ còn 63 thí sinh dự thi đêm bán kết vì các thí sinh bị loại hoặc có thể rút khỏi cuộc thi.
| STT | Họ tên                | Năm sinh | SBD | Chiều cao | Quê quán              | Ghi chú                                    |
| --- | --------------------- | -------- | --- | --------- | --------------------- | ------------------------------------------ |
| 1   | Lê Thị Hải Anh        | 1995     | 117 | 1,70m     | Hà Nội                |                                            |
| 2   | Trần Thái Tâm Đan     | 1995     | 504 | 1,72m     | Thành phố Hồ Chí Minh | Rút lui trước đêm bán kết vì lý do cá nhân |
| 3   | Phạm Thị Thanh Hà     | 1993     | 247 | 1,69m     | Vĩnh Phúc             | Rút lui trước đêm bán kết vì lý do cá nhân |
| 4   | Võ Hồng Ngọc Huệ      | 1995     | 502 | 1,67m     | Phú Yên               | Rút lui trước đêm bán kết vì lý do cá nhân |
| 5   | Trương Thị Ngọc Huyền | 1996     | 106 | 1,70m     | Ninh Bình             |                                            |
| 6   | Nguyễn Thị Vân Huyền  | 1994     | 212 | 1,72m     | Bắc Ninh              |                                            |
| 7   | Trần Nhã Kỳ           | 1996     | 615 | 1,69m     | Huế                   |                                            |
| 8   | Nguyễn Thị My Lê      | 1990     | 301 | 1,71m     | Quảng Nam             |                                            |
| 9   | Hoàng Thị Quỳnh Loan  | 1997     | 626 | 1,71m     | Huế                   |                                            |
| 10  | Nguyễn Ngọc Mai       | 1994     | 700 | 1,71m     | Hà Nội                | Rút lui trước đêm bán kết vì lý do cá nhân |
| 11  | Vũ Thị Ngọc           | 1992     | 118 | 1,72m     | Hải Dương             |                                            |
| 12  | Sơn Thị Du Ra         | 1992     | 605 | 1,75m     | Trà Vinh              |                                            |
| 13  | Nguyễn Lê Sim         | 1993     | 405 | 1,71m     | Kiên Giang            |                                            |
| 14  | Phạm Thị Sương        | 1997     | 620 | 1,71m     | Đà Nẵng               |                                            |
| 15  | Chúng Huyền Thanh     | 1997     | 128 | 1,75m     | Hải Phòng             | Rút lui trước đêm bán kết vì lý do cá nhân |
| 16  | Nguyễn Thị Thơm       | 1994     | 109 | 1,68m     | Nghệ An               |                                            |
| 17  | Đinh Hồng Bích Thủy   | 1997     | 209 | 1,69m     | Thành phố Hồ Chí Minh |                                            |
| 18  | La Bội Tiên           | 1997     | 402 | 1,67m     | Thành phố Hồ Chí Minh |                                            |
| 19  | Trần Thị Thùy Trâm    | 1996     | 217 | 1,67m     | Quảng Nam             |                                            |
| 20  | Phạm Nguyễn Đài Trang | 1995     | 222 | 1,67m     | Hà Tĩnh               |                                            |
| 21  | Nguyễn Vũ Hoài Trang  | 1995     | 113 | 1,70m     | Thành phố Hồ Chí Minh |                                            |
| 22  | Lê Thu Trang          | 1997     | 706 | 1,73m     | Hà Nội                | Rút lui trước đêm bán kết vì lý do cá nhân |
| 23  | Phạm Thu Trang        | 1992     | 715 | 1,65m     | Quảng Ninh            |                                            |
| 24  | Lê Thị Tươi           | 1996     | 448 | 1,67m     | Hà Nam                |                                            |

### Top 45 thí sinh chung kết
Sau khi kết thúc đêm bán kết, sẽ có 45 thí sinh được chọn tiếp tục tham gia vòng chung kết.
| STT | Họ tên                       | Năm sinh | SBD | Chiều cao | Quê quán              | Ghi chú                                       |
| --- | ---------------------------- | -------- | --- | --------- | --------------------- | --------------------------------------------- |
| 1   | Hoàng Bích Ngọc Ánh          | 1995     | 102 | 1,67m     | Hà Nội                |                                               |
| 2   | Phương Tiểu Bình             | 1993     | 107 | 1,68m     | Khánh Hòa             |                                               |
| 3   | Chế Nguyễn Quỳnh Châu        | 1994     | 501 | 1,72m     | Lâm Đồng              | Top 15                                        |
| 4   | Trần Thị Kim Chi             | 1992     | 721 | 1,73m     | Hải Phòng             | Top 10                                        |
| 5   | Trần Như Huỳnh Giao          | 1994     | 135 | 1,69m     | An Giang              |                                               |
| 6   | Trình Thị Mỹ Duyên           | 1995     | 718 | 1,67m     | Tuyên Quang           |                                               |
| 7   | Nguyễn Thị Lệ Nam Em         | 1996     | 206 | 1,71m     | Tiền Giang            | Top 10 Được đặc cách vào thẳng vòng chung kết |
| 8   | Nguyễn Thị Hồng Hà           | 1997     | 719 | 1,75m     | Quảng Ninh            |                                               |
| 9   | Đặng Thị Lệ Hằng             | 1993     | 304 | 1,74m     | Đà Nẵng               | Á hậu 2                                       |
| 10  | Hoàng Thị Hạnh               | 1992     | 705 | 1,72m     | Nghệ An               |                                               |
| 11  | Phạm Thị Hương               | 1991     | 120 | 1,74m     | Hải Phòng             | Hoa hậu Hoàn vũ Việt Nam 2015 Người đẹp Biển  |
| 12  | Đặng Dương Thanh Thanh Huyền | 1996     | 129 | 1,67m     | Khánh Hòa             | Top 15                                        |
| 13  | Nguyễn Thị Ngọc Huyền        | 1997     | 318 | 1,74m     | Hà Nội                |                                               |
| 14  | Đặng Thị Mỹ Khôi             | 1997     | 406 | 1,65m     | Thành phố Hồ Chí Minh |                                               |
| 15  | Đỗ Mỹ Linh                   | 1996     | 139 | 1,71m     | Hà Nội                | Top 15                                        |
| 16  | Nguyễn Thùy Linh             | 1995     | 100 | 1,73m     | Đồng Nai              |                                               |
| 17  | Ngô Thị Trúc Linh            | 1992     | 121 | 1,71m     | Sóc Trăng             | Top 5                                         |
| 18  | Nguyễn Thị Loan              | 1990     | 337 | 1,75m     | Thái Bình             | Top 5 Được đặc cách vào thẳng vòng chung kết  |
| 19  | Ngô Thị Quỳnh Mai            | 1995     | 803 | 1,71m     | Thành phố Hồ Chí Minh |                                               |
| 20  | Ngô Trà My                   | 1992     | 312 | 1,78m     | Hà Nội                | Á hậu 1                                       |
| 21  | Mai Yến My                   | 1996     | 249 | 1,73m     | Hà Nội                |                                               |
| 22  | Trần Hằng Nga                | 1994     | 104 | 1,66m     | Đồng Tháp             | Người đẹp Thân thiện                          |
| 23  | Đỗ Trần Khánh Ngân           | 1994     | 137 | 1,71m     | Đồng Nai              | Top 15 Người đẹp Ảnh                          |
| 24  | Dương Thị Kim Ngân           | 1992     | 236 | 1,70m     | Bến Tre               |                                               |
| 25  | Nguyễn Phạm Kim Ngân         | 1992     | 146 | 1,71m     | Bà Rịa – Vũng Tàu     |                                               |
| 26  | Trương Thị Diệu Ngọc         | 1990     | 317 | 1,80m     | Đà Nẵng               | Top 10                                        |
| 27  | Nguyễn Thị Tuyết Ngọc        | 1992     | 343 | 1,70m     | Bà Rịa – Vũng Tàu     |                                               |
| 28  | Nguyễn Hoài Nhi              | 1994     | 124 | 1,72m     | Đồng Nai              |                                               |
| 29  | Nguyễn Thị Bảo Như           | 1992     | 142 | 1,69m     | Kiên Giang            | Rút lui trước đêm chung kết vì lý do sức khỏe |
| 30  | H'Ăng Niê                    | 1992     | 131 | 1,71m     | Đắk Lắk               |                                               |
| 31  | Lê Anh Phương                | 1994     | 404 | 1,77m     | Thành phố Hồ Chí Minh |                                               |
| 32  | Bùi Thị Thảo Phương          | 1995     | 321 | 1,80m     | Ninh Bình             |                                               |
| 33  | Nguyễn Thị Mai Phương        | 1994     | 350 | 1,68m     | Thành phố Hồ Chí Minh |                                               |
| 34  | Phạm Thị Ngọc Quý            | 1995     | 110 | 1,75m     | Thành phố Hồ Chí Minh | Top 10                                        |
| 35  | Lê Thị Sang                  | 1994     | 108 | 1,74m     | Phú Yên               | Top 15 Người đẹp được yêu thích nhất          |
| 36  | Nguyễn Thị Thành             | 1996     | 214 | 1,72m     | Bắc Ninh              |                                               |
| 37  | Đoàn Thị Ngọc Thảo           | 1993     | 207 | 1,66m     | Khánh Hòa             |                                               |
| 38  | Võ Thị Minh Thư              | 1994     | 433 | 1,65m     | Bến Tre               |                                               |
| 39  | Nguyễn Vân Trang             | 1995     | 116 | 1,66m     | Hà Nội                |                                               |
| 40  | Trần Thị Huyền Trang         | 1991     | 702 | 1,70m     | Hà Tĩnh               |                                               |
| 41  | Trần Thị Thùy Trang          | 1997     | 623 | 1,80m     | Huế                   |                                               |
| 42  | Phạm Lê Phương Trinh         | 1994     | 722 | 1,66m     | Thành phố Hồ Chí Minh |                                               |
| 43  | Nguyễn Trần Khánh Vân        | 1995     | 125 | 1,74m     | Thành phố Hồ Chí Minh | Top 10 Người đẹp Áo dài                       |
| 44  | Nguyễn Thị Hồng Y            | 1994     | 308 | 1,74m     | An Giang              |                                               |
| 45  | Bùi Thị Như Ý                | 1994     | 130 | 1,69m     | Long An               |                                               |

## Thông tin thí sinh
- Phạm Thị Hương: Top 8 Vietnam's Next Top Model 2010, Giải nhất Thần tượng Thời trang F-Idol 2011, Top 5 Người mẫu Ngôi sao tương lai 2012, Giải Khuyến khích Nữ hoàng Trang sức Việt Nam 2013, đại diện Việt Nam dự thi Hoa hậu Đông Nam Á 2013 nhưng không có giải, Top 10 Hoa hậu Việt Nam 2014, Á hậu 1 Hoa hậu Thể thao Thế giới 2014, đại diện Việt Nam tại Hoa hậu Hoàn vũ 2015 nhưng không đạt được thành tích nào, Huấn luyện viên của cuộc thi The Face Vietnam 2016, The Look Vietnam 2017, giám khảo cố vấn Hoa hậu Hoàn vũ Việt Nam 2017.
- Ngô Trà My: Được đề cử tham gia Hoa hậu Hoàn vũ 2016 nhưng rút lui vào phút chót, có em gái là Ngô Thanh Thanh Tú - đoạt danh hiệu Á hậu 1 Hoa hậu Việt Nam 2016.
- Đặng Thị Lệ Hằng: Top 40 Hoa hậu Việt Nam 2012, Top 18 Hoa hậu các dân tộc Việt Nam 2013, Quán quân Elite Model Look Vietnam 2014, đại diện Việt Nam tham dự Elite Model Look International 2014 nhưng không có giải, đại diện Việt Nam thi Hoa hậu Hoàn vũ 2016 nhưng không có thành tích gì, Quán quân Cuộc đua kỳ thú 2019 cùng với Hoa hậu Hoàn vũ Việt Nam 2017 H'Hen Niê.
- Nguyễn Thị Loan: Top 5 Hoa hậu Việt Nam 2010 và giải phụ Người đẹp Biển, Á hậu 2 Hoa hậu Các dân tộc Việt Nam 2013, Top 25 Hoa hậu Thế giới 2014 và các giải phụ (Top 20 Beauty with a Purpose, Top 29 Miss Sports), Top 20 Hoa hậu Hòa bình Quốc tế 2016 và giải phụ Top 10 Best National Costume, đại diện Việt Nam tại Hoa hậu Hoàn vũ 2017 nhưng không đạt thành tích gì, tham gia phim Bão ngầm.
- Ngô Thị Trúc Linh: Hoa khôi Sóc Trăng 2013, Top 30 Hoa hậu Các dân tộc Việt Nam 2013, Hoa hậu Việt Nam Thế giới 2014, được mời làm đại diện Việt Nam tại Hoa hậu Liên lục địa 2016 nhưng từ chối vì lý do cá nhân.
- Đặng Dương Thanh Thanh Huyền: Tham gia Miss Ngôi sao 2014 và đoạt các giải thưởng phụ (Miss có hình thể đẹp nhất, Miss Tài năng), Hiện đang làm MC tại VTV, MC Hoa hậu Hoàn vũ Việt Nam, đăng ký tham gia Hoa hậu Hòa bình Việt Nam 2022 nhưng rút lui trước khi vòng sơ khảo bắt đầu vì lý do công việc, Top 20 Hoa hậu Sắc đẹp Quốc tế 2023 cùng giải phụ "Hoa hậu Du lịch".
- Lê Thị Hải Anh: Top 70 Hoa hậu Hoàn vũ Việt Nam 2017 nhưng rút lui trước đêm bán kết vì lý do cá nhân.
- Lê Anh Phương: Top 5 Nữ sinh Việt Nam Duyên dáng 2013.
- Lê Thị Sang: Á khôi 2 Hoa khôi Hutech 2012, Top 16 Hoa hậu Đại dương Việt Nam 2014.
- Phương Tiểu Bình: Top 28 Hoa hậu Đại dương Việt Nam 2014, tham gia Hoa hậu Việt Nam 2014 và dừng chân ở vòng chung khảo phía Nam.
- Nguyễn Thị Hồng Y: Á khôi 1 Hoa khôi HUTECH 2015, Top 30 Hoa khôi Đồng bằng sông Cửu Long 2015.
- Hoàng Thị Hạnh: Đăng quang Người đẹp Làng Vạc 2012, Người đẹp Làng Sen 2012, Top 18 Hoa hậu Các Dân tộc Việt Nam 2013, Á khôi 1 Miss Hanoi Model 2014, tham gia Hoa hậu Việt Nam 2014 và dừng chân ở vòng chung khảo phía Nam, tham gia Vietnam's Next Top Model 2014 và dừng chân sau vòng sơ khảo, đăng quang Hoa khôi Thời trang Việt Nam 2015, Á hậu 1 Hoa hậu Sắc đẹp Châu Á 2017, tham gia Cuộc đua kỳ thú 2019 cùng người mẫu, nam vương Lương Gia Huy và dừng chân sau tập 6, đại diện Việt Nam tại Hoa hậu Trái Đất 2019 và đoạt các giải thưởng phụ (Best Resort Wear - WATER Group, 3rd Runner-up National Costume Competition - Asia & Oceania, 3rd Runner-up Miss Congeniality - WATER Group).
- Trần Thị Thùy Trang: Top 36 Hoa hậu Việt Nam 2016, Top 15 Hoa hậu Hoàn vũ Việt Nam 2017.
- Nguyễn Thị Lệ Nam Em: Top 40 Hoa hậu Việt Nam 2014, đăng quang Hoa khôi Đồng bằng sông Cửu Long 2015 cùng giải phụ Người đẹp Tài năng, nhận lời tham gia Hoa hậu Toàn cầu 2015 nhưng rút lui vào phút chót vì lý do công việc, đăng ký tham gia Hoa hậu Việt Nam 2016 nhưng rút lui vào phút chót vì lý do cá nhân, Top 8 Hoa hậu Trái Đất 2016 và các giải phụ (Miss Photogenic, 1st Runner-up Miss Talent - Group 1, 1st Runner-up Long Gown Competition - Group 1, Top 3 Best Eco Video), xác nhận tham gia Hoa hậu Hoàn vũ Việt Nam 2022 cùng chị gái song sinh Nam Anh nhưng rút lui sau đó, Top 10 Hoa hậu Thế giới Việt Nam 2022 cùng các giải phụ (Người đẹp Truyền thông - Vòng Chung khảo, Top 16 Người đẹp Du lịch, Top 5 Người đẹp Tài năng, Top 5 Người đẹp được yêu thích nhất - Vòng Chung khảo, Top 6 Người đẹp Bản lĩnh, Người đẹp Truyền thông - Vòng Chung kết, Người đẹp được yêu thích nhất - Vòng Chung kết).
- Bùi Thị Như Ý: Tham gia Hoa hậu Việt Nam 2014 và dừng chân ở vòng chung khảo phía Nam, Đăng quang Hoa hậu Sắc đẹp Việt Toàn cầu 2017.
- Phạm Thị Ngọc Quý: Giải nhất Teen Model 2010, Top 40 Hoa hậu Việt Nam 2014, Giải Bạc Siêu mẫu Việt Nam 2015, Top 5 Hoa hậu Bản sắc Việt Toàn cầu 2016 cùng giải phụ Người đẹp Áo dài, Top 70 Hoa hậu Hoàn vũ Việt Nam 2017 nhưng rút lui trước đêm bán kết vì lý do cá nhân.
- Nguyễn Thị Bảo Như: Lọt vào chung kết Miss Ngôi sao 2014, Đăng quang Hoa khôi Kiên Giang 2014, đại diện Việt Nam tham gia Hoa hậu ASEAN 2014 nhưng không có thành tích gì, Top 10 Hoa hậu Việt Nam 2014, Á hậu 1 Hoa hậu Biển Việt Nam 2016, đại diện Việt Nam tham gia Hoa hậu Liên lục địa 2016 nhưng không có thành tích gì.
- Nguyễn Thị Tuyết Ngọc: Top 5 Hoa khôi Đồng bằng Sông Cửu Long 2012, Top 40 Hoa hậu Việt Nam 2012.
- Trương Thị Diệu Ngọc: Top 5 Người mẫu ngôi sao tương lai 2012, Top 12 Hoa khôi Áo dài Việt Nam 2014, Đăng quang Hoa khôi Áo dài Việt Nam 2016 - đại diện Việt Nam tham gia Hoa hậu Thế giới 2016, lọt Top 37 Hoa hậu Nhân ái, tham gia The New Mentor 2023 và dừng chân sau vòng chọn đội.
- Nguyễn Trần Khánh Vân: Hoa khôi Áo dài Nữ sinh Việt Nam 2013, Á khôi 2 Miss Ngôi sao 2014, Top 40 Hoa hậu Việt Nam 2014, Giải Bạc Siêu mẫu Việt Nam 2018, Đăng quang Hoa hậu Hoàn vũ Việt Nam 2019 cùng giải phụ Best Catwalk và Người đẹp áo dài, Top 21 Hoa hậu Hoàn vũ 2020.
- Chế Nguyễn Quỳnh Châu: Quán quân Vietnam Fashion Icon 2014, Giải Ấn tượng tại cuộc thi F-Idol 2013, Người mẫu chiến thắng Project Runway Vietnam 2014, Top 9 Vietnam's Next Top Model 2014, Top 5 Hoa khôi Áo dài Việt Nam 2016, đăng ký tham gia Hoa hậu Hoàn vũ Việt Nam 2017 nhưng rút lui trước vòng sơ khảo vì lý do công việc, Á hậu 1 Hoa hậu Hòa bình Việt Nam 2022 cùng giải phụ (Á quân 1 Best Profile Picture).
- Chúng Huyền Thanh: Á quân The Face Vietnam 2016 - team Hồ Ngọc Hà, Top 45 Hoa hậu Hoàn vũ Việt Nam 2017 nhưng rút lui trước đêm chung kết vì lý do sức khỏe, Top 12 The New Mentor 2023 - Team Hương Giang.
- La Bội Tiên: Top 5 Hoa khôi Áo dài Nữ sinh Việt Nam 2013 cùng giải phụ "Miss Phong cách".
- Hoàng Bích Ngọc Ánh: Top 40 Hoa hậu Việt Nam 2014.
- Nguyễn Lê Sim: Top 37 Siêu mẫu Việt Nam 2015.
- Lê Thị Tươi: Top 5 Hoa khôi HUTECH 2015.
- Võ Hồng Ngọc Huệ: Top 12 Hot V-teen 2013, Top 40 Hoa hậu Việt Nam 2014.
- Nguyễn Ngọc Mai: Top 40 Hoa hậu Việt Nam 2014.
- Ngô Thị Quỳnh Mai: Quán quân Thần tượng Thời trang F-Idol 2012, Á khôi 1 Miss Sunplay 2012, Top 18 Vietnam's Next Top Model 2013, Top 12 Asia's Next Top Model 2015, Á quân The Face Vietnam 2016 - team Lan Khuê, tham gia Hoa hậu Biển Việt Nam 2016 nhưng rút lui sau vòng sơ khảo vì lý do cá nhân, Top 70 Hoa hậu Hoàn vũ Việt Nam 2017 nhưng rút lui, Á hậu 4 Hoa hậu Hòa bình Việt Nam 2022 cùng giải phụ ("Trình diễn áo tắm đẹp nhất" do khán giả bình chọn), Á quân 1 The New Mentor 2023 - Team Thanh Hằng.
- Trần Thị Kim Chi: Top 9 The Face Vietnam 2016 - team Lan Khuê, Đại diện Việt Nam tại Top Model of the World 2016 nhưng rút lui vì lý do cá nhân.
- Nguyễn Thị Mai Phương: Top 10 Hoa khôi Áo dài Nữ sinh Việt Nam 2012.
- Nguyễn Vân Trang: Tham gia Hoa hậu Thế giới Việt Nam 2019 và dừng chân sau vòng Chung khảo phía Bắc.
- Đỗ Trần Khánh Ngân: Top 40 Hoa hậu Việt Nam 2014, Á quân The Face Vietnam 2016 - team Phạm Hương, đăng quang Hoa khôi Du lịch Việt Nam 2017 và Hoa hậu Hoàn cầu 2017, Huấn luyện viên Mister Vietnam 2019.
- Đỗ Mỹ Linh: Tham gia Hoa hậu Việt Nam 2014 nhưng rút lui trước khi vòng chung khảo phía Bắc diễn ra vì lý do sức khỏe, Đăng quang Hoa hậu Việt Nam 2016, Top 40 Hoa hậu Thế giới 2017 cùng với các giải thưởng phụ (Head-to-Head Challenge Winner, Beauty with a Purpose Winner, Top 10 Multimedia, Top 10 People's Choice Award), từng là biên tập viên tại Đài Truyền hình Việt Nam.
- Đoàn Thị Ngọc Thảo: Top 28 Hoa hậu Đại dương Việt Nam 2014 cùng giải phụ "Miss Golf", Top 10 Hoa hậu Biển Việt Nam 2016.
- Nguyễn Thùy Linh: Top 40 Hoa hậu Việt Nam 2014, Top 10 Hoa hậu Việt Nam 2016.
- H'Ăng Niê: Top 6 Hoa hậu Các dân tộc Việt Nam 2011 cùng giải phụ "Thí sinh có hình thể đẹp nhất", Top 18 Hoa hậu các dân tộc Việt Nam 2013, Top 20 Người đẹp Phụ nữ thời đại qua ảnh 2014, Top 40 Hoa hậu Việt Nam 2014, Top 27 Siêu mẫu Việt Nam 2015 cùng giải "Siêu mẫu có thể hình đẹp nhất", Top 36 Hoa hậu Việt Nam 2016, Top 15 Hoa hậu Đại dương Việt Nam 2017, Á quân 1 Người mẫu Thời trang Việt Nam 2018, Á hậu 2 Hoa hậu Siêu mẫu Thế giới 2018 (Miss World Next Top Model).
- Nguyễn Thị Thành: Top 15 The Face Vietnam 2016 - team Phạm Hương nhưng rút lui vì lý do cá nhân, Top 36 Hoa hậu Việt Nam 2016 nhưng bị loại trước đêm chung kết vì đã can thiệp thẩm mỹ, Á khôi 1 Hoa khôi Du lịch Việt Nam 2017 nhưng bị tước danh hiệu vì đã qua can thiệp thẩm mỹ, Á hậu 3 Hoa hậu Sinh thái Quốc tế 2017 và đạt các giải thưởng phụ (Top 3 Best Eco Dress, Top 5 Miss Sport, Top 10 Miss Talent, Top 15 Best Resort Wear) nhưng không được công nhận danh hiệu, tham gia Hoa hậu Hoàn vũ Việt Nam 2019 và dừng chân sau vòng Sơ khảo.
- Nguyễn Thị My Lê: Top 15 Siêu mẫu Việt Nam 2013 cùng giải phụ Siêu mẫu có làn da đẹp nhất, Top 15 The Face Vietnam 2016 - team Lan Khuê.
- Trần Hằng Nga: Nữ chính Người ấy là ai 2018 - Tập 5.
- Vũ Thị Ngọc: Top 15 Hoa khôi Áo dài Việt Nam 2014.
- Phạm Thị Sương: Top 70 Hoa hậu Hoàn vũ Việt Nam 2017 nhưng rút lui trước đêm bán kết vì lý do cá nhân.
- Lê Thu Trang: Top 10 Hoa hậu Hoàn vũ Việt Nam 2017, Top 10 Hoa hậu Hoàn vũ Việt Nam 2019,  Quán quân The New Mentor 2023 - team Lan Khuê.
- Trần Thị Thùy Trâm: Top 8 Vietnam's Next Top Model 2016, Top 11 Vietnam's Next Top Model 2017 (mùa All Stars), Top 20 Hoa hậu Hòa bình Việt Nam 2022, Top 40 Hoa hậu Hoàn vũ Việt Nam 2023 cùng giải phụ Best Body, Top 15 Hoa hậu Hòa bình Việt Nam 2024 cùng giải phụ Best Catwalk.
- Hoàng Thị Quỳnh Loan: Top 36 Hoa hậu Việt Nam 2016 cùng giải phụ Người đẹp có Mái tóc đẹp nhất.
- Trình Thị Mỹ Duyên: Top 10 Hoa hậu Biển Việt Nam 2016, Top 10 The Face Vietnam 2017 - team Lan Khuê, Top 45 Hoa hậu Hoàn vũ Việt Nam 2017 cùng giải phụ Người đẹp Áo dài, Á hậu 5 Hoa hậu Thế giới người Việt tại Pháp 2019, nhận vai chính trong bộ phim điện ảnh Kiều và phim truyền hình Đừng nói khi yêu của VFC.
- Bùi Thị Thảo Phương: Tham gia Vietnam's Next Top Model 2014 và dừng chân sau vòng sơ khảo, tham gia Hoa hậu Việt Nam 2014 và dừng chân sau vòng chung khảo phía Bắc, Top 40 Hoa hậu Bản sắc Việt Toàn cầu 2016, Giải Bạc Siêu mẫu Việt Nam 2018.
- Nguyễn Thị Ngọc Huyền: Top 20 Hoa hậu Bản sắc Việt Toàn cầu 2016, Á hậu 1 Hoa hậu Biển Việt Nam Toàn cầu 2018, đại diện Việt Nam tại Miss Model of the World 2018 nhưng không có thành tích gì.
- Đặng Thị Mỹ Khôi: Hoa khôi Áo dài Nữ sinh Việt Nam 2014, Top 10 Hoa hậu Biển Việt Nam 2016 cùng giải phụ Người đẹp Du lịch, Top 15 Hoa hậu Đại dương Việt Nam 2017, Top 45 Hoa hậu Hoàn vũ Việt Nam 2019, Quán quân The Face Online by Vespa 2021 - Team Mạc Trung Kiên, Top 52 Hoa hậu Hòa bình Việt Nam 2022, tham gia The New Mentor 2023, hiện đang là người dẫn chương trình 60 giây của Đài Truyền hình Thành phố Hồ Chí Minh.
- Nguyễn Thị Thơm: Tham gia Hoa hậu Việt Nam 2016 và dừng chân sau vòng Chung khảo phía Bắc, Top 36 Hoa hậu Biển Việt Nam 2016, Top 45 Hoa hậu Hoàn vũ Việt Nam 2017.
- Sơn Thị Dura: Á hậu 2 Hoa hậu các dân tộc Việt Nam 2011.
- Phạm Nguyễn Đài Trang: Giải Khuyến khích Nét đẹp Việt 2015, Á khôi Hoa khôi Đại học Vinh 2015, Giải Đồng Miss SK8.
- Nguyễn Vũ Hoài Trang: Top 36 Hoa hậu Việt Nam 2016.
- Trần Thị Huyền Trang: Từng góp mặt trong bộ phim Chạm tay vào nỗi nhớ và Hoa cỏ may (phần 2, 3).

## Dự thi quốc tế
| Cuộc thi                            | Đại diện                     | Danh hiệu        | Thứ hạng                   | Giải thưởng đặc biệt |
| ----------------------------------- | ---------------------------- | ---------------- | -------------------------- | --- |
| Miss ASEAN 2013                     | Phạm Thị Hương               | Hoa hậu          | Không đạt giải             | Không |
| Miss World Sports 2014              | Phạm Thị Hương               | Hoa hậu          | 1st Runner-Up              | Không |
| Miss Universe 2015                  | Phạm Thị Hương               | Hoa hậu          | Không có giải              | Không |
| Elite Model Look International 2014 | Đặng Thị Lệ Hằng             | Á hậu 2          | Không đạt giải             | Không |
| Miss Universe 2016                  | Đặng Thị Lệ Hằng             | Á hậu 2          | Không đạt giải             | Không |
| Miss Vietnam World 2014             | Ngô Thị Trúc Linh            | Top 5            | Miss Vietnam World         | Không |
| Miss World 2014                     | Nguyễn Thị Loan              | Top 5            | Top 25                     | Top 10 Miss Talent Top 20 Beauty with a Purpose Top 32 Sports                                                                     |
| Miss Grand International 2016       | Nguyễn Thị Loan              | Top 5            | Top 20                     | Top 10 Best National Costume |
| Miss Universe 2017                  | Nguyễn Thị Loan              | Top 5            | Không có giải              | Không |
| Miss World 2016                     | Trương Thị Diệu Ngọc         | Top 10           | Không đạt giải             | Top 37 Beauty with a Purpose |
| Miss Earth 2016                     | Nguyễn Thị Lệ Nam Em         | Top 10           | Top 8                      | Miss Photogenic 1st Runner-up Miss Talent (Group 1) 1st Runner-up Long Gown Competition (Group 1) Top 3 Best Eco Video            |
| Asia's Next Top Model 2016          | Ngô Thị Quỳnh Mai            | Top 45           | Top 12                     | Không |
| Miss World 2017                     | Đỗ Mỹ Linh                   | Top 15           | Top 40                     | Head-to-Head Challenge Winner Beauty with a Purpose Winner Top 10 Multimedia Top 10 People's Choice Award                         |
| The Miss Globe 2017                 | Đỗ Trần Khánh Ngân           | Top 15           | The Miss Globe             | Top 5 Miss Popular Vote Top 8 Miss Talent                                                                                         |
| Miss Eco International 2017         | Nguyễn Thị Thành             | Top 45           | 3rd Runner-Up              | Top 3 Best Eco Dress Top 5 Miss Sport Top 10 Miss Talent Top 15 Best Resort Wear                                                  |
| Miss ASEAN 2014                     | Nguyễn Thị Bảo Như           | Top 45 (Rút lui) | Không đạt giải             | Không |
| Miss Intercontinental 2016          | Nguyễn Thị Bảo Như           | Top 45 (Rút lui) | Không đạt giải             | Không |
| Miss Vietnam Beauty Global 2017     | Bùi Thị Như Ý                | Top 45           | Miss Vietnam Beauty Global | Không |
| Miss World Next Top Model 2018      | H'Ăng Niê                    | Top 45           | 2nd Runner-Up              | Không |
| Miss Model of the World 2018        | Nguyễn Thị Ngọc Huyền        | Top 45           | Không đạt giải             | Không |
| Miss Asia Beauty 2017               | Hoàng Thị Hạnh               | Top 45           | 1st Runner-Up              | Không |
| Miss Earth 2019                     | Hoàng Thị Hạnh               | Top 45           | Không đạt giải             | Best Resort Wear (WATER Group) 3rd Runner-up Best National Costume (Asia & Oceania) 3rd Runner-up Miss Congeniality (WATER Group) |
| Miss Vietnam World France 2019      | Trình Thị Mỹ Duyên           | Top 45           | 5th Runner-up              | Không |
| Miss Universe 2020                  | Nguyễn Trần Khánh Vân        | Top 10           | Top 21                     | The Winner of Fan Vote |
| Miss Charm 2023                     | Đặng Dương Thanh Thanh Huyền | Top 15           | Top 20                     | Miss Tourism |